# Lycophotia dalmatina
Lycophotia dalmatina är en fjärilsart som beskrevs av Wagner 1923. Lycophotia dalmatina ingår i släktet Lycophotia och familjen nattflyn. Inga underarter finns listade i Catalogue of Life.